# Армия «Варшава»
Армия «Варшава» (пол. Armia Warszawa) — подразделение Войска Польского, которое воевала против немецких войск во время Польской кампании вермахта в 1939 году. Обороняла столицу Польши — город Варшаву.

## История
Армия была создана 8 сентября 1939 года, уже после 8 дней с начала кампании. Армией командовал Ю. Руммель, начальником штаба был Александр Прагловски. Среди членов Гражданского комитета при командующем армией «Варшава» был Анджей Вержбицкий.
Начиная с 8 сентября, принимала участие в обороне Варшавы вплоть до 28 сентября.